# サルヴァトーレ・ジュリアーノ
サルヴァトーレ・ジュリアーノ（Salvatore Giuliano、1922年11月16日 - 1950年7月5日）は、イタリア・シチリア島の山賊。男性。

## プロフィール
1922年11月16日、サルヴァトーレはパレルモ近郊の村モンテレプレにサルヴァトーレ・Srの四男として生まれた。両親は1904年にアメリカに渡り、1922年に帰国すると稼いだ金で農地を買い生計を立てた。
学校が嫌いな彼は12歳から働き始め、色々な職を経験したがどれも長続きしなかった。気が短い性格で雇い主と何度も喧嘩したという。20歳のときに電話敷設工事の仕事を解雇されると、その頃、連合国軍がシチリアに上陸して布いた配給制度を利用して小麦などの闇取引に手を染めた。しかし1943年9月2日午後、小麦をロバに積んで村に戻るところ、憲兵の検問所で持ち物を取り上げられ、憲兵詰め所に来るように命令された。この厳しい措置に怒り、憲兵2人を射殺した。その時にジュリアーノ自身も撃たれ足を怪我した。その後、傷が治ると憲兵に復讐するため、山賊になった。憲兵隊は12月22日にジュリアーノの家族や親戚を含めて126人を拘留した。その夜にジュリアーノは復讐をする。憲兵詰め所に押しかけ、機関銃を乱射し、1人を射殺した。
山賊になってから警察や地主の家々を襲撃し、金品や食料を奪った。金持ちから奪い貧乏人に物を与え恩を売った。そうしてロビン・フッドのイメージが作られ、民衆から尊敬を受けるようになり人気も得た。最盛期には彼の山賊団は500人はいたといわれている。彼の山賊団は7年間活動したが、その間だけで149人を殺害している。さらに殺人未遂事件は172件あった。

### シチリア独立運動
シチリア独立運動のときは独立派に参加し、50人ほどの部隊で警察の宿舎を襲撃し武器を奪い書類を焼き払ったりし、刑務所も襲った。1947年5月1日にはポルテッラ・デッレ・シネストレの虐殺事件を起こす。この事件の首謀者はジュリアーノの山賊団だった。彼らは無防備の社会主義者2000人が開いていた集会場所に向かって発砲し、11人を射殺し、27人を負傷させた。その後も、各地の社会党や共産党の支部を襲撃した。独立運動が収まると再び山賊となる。

### 山賊一掃
政府・警察による山賊一掃が始まった時期、ジュリアーノはサント・フレーレスらマフィアとの関係を強めていた。警察とも繋がっているマフィアに勧められるまま、ジュリアーノは密かに他の山賊を攻撃したり、その情報を警察に流したりし、それによって自分たち以外の山賊を壊滅に追いやった。その際、ジュリアーノは過去の罪を帳消しにする密約を結んだが、結局反故にされたという。しかし、次第にマフィアと対立するようになり、ジュリアーノはフレーレスを殺害し、そのボスのカロジェロ・ヴィッツィーニを威嚇、脅迫し1949年には襲撃した。そのためヴィッツィーニは身の危険を感じ一時的に身を隠した。

### 暗殺
1950年7月5日に片腕で従兄弟のガスパレ・ピッシェッタに裏切られ、寝ているところを射殺された。ピッシェッタは後の裁判で山賊とマフィアと警察の関係を暴露した後に終身刑を受け収監されたが、マフィアの報復を恐れて独房に入ったが、コーヒーに毒を盛られ殺害された。殺害の犯人は捕まらなかった。

### 死後
貧しい人々に金品や食料を分け与えたことから生地では英雄視されており、さらに映画『シシリアン』で描かれたこともあり、ジュリアーノの墓は観光地となっている。
しかしその最期については疑問も持たれており、アメリカ亡命説もある。2010年遺体のDNA鑑定では90%以上の確率で本人であるという結果が出たという。

## 登場する作品
- シシリーの黒い霧 - 1962年制作のイタリア映画。フランチェスコ・ロージ監督。
- シシリアン - マリオ・プーゾ原作『ザ・シシリアン』（真野明裕訳、早川書房、のちハヤカワ文庫）を映画化。
1987年制作のアメリカ映画。マイケル・チミノ監督、クリストファー・ランバートがジュリアーノを演じた。